# Carrollton (Mississippi)
Carrollton è una città (town) degli Stati Uniti d'America, capoluogo della contea di Carroll, nello Stato del Mississippi.